# Corlay
Corlay (tiếng Breton: Korle, Gallo: Corlaè) là một xã của tỉnh Côtes-d'Armor, thuộc vùng Bretagne, tây bắc Pháp.

## Dân số
Người dân ở Corlay được gọi là Corlaisiens.